# ذى الحيفة (الشعر)

تعديل مصدري - تعديل

ذى الحيفة محلة تابعة لقرية ذى البرحة، التابعة لعزلة بيت الصائدي بمديرية الشعر إحدى مديريات محافظة إب في الجمهورية اليمنية.، بلغ تعداد سكانها 132 حسب تعداد اليمن لعام 2004.